# Sainte-Eulalie (Cantal)
 Sainte-Eulalie  es una población y comuna francesa, en la región de Auvernia, departamento de Cantal, en el distrito de Mauriac y cantón de Pleaux.
Está integrada en la Communauté de communes du Pays de Salers.

## Demografía
| 433 | 400 | 315 | 273 | 225 | 219 |
| Para los censos de 1962 a 1999 la población legal corresponde a la población sin duplicidades (Fuente: INSEE [Consultar]) |     |     |     |     |     |